# Ashikita
Ashikita (芦北町?, Ashikita-machi) è una cittadina giapponese della prefettura di Kumamoto.